# 陳蓁
陳蓁，福建福州府怀安县人，明朝政治人物、進士出身。擅長書法。
永樂九年，福建乡试中舉。永樂十六年（1418年）登戊戌科進士，官至主事。